# Uwe Brandt (Physiker)
Uwe Brandt (* 15. April 1944 in Hirschberg im Riesengebirge, Provinz Niederschlesien; † 1. November 1997 in Dortmund) war ein deutscher Physiker und Hochschullehrer an der Universität Dortmund.

## Leben
Uwe Brandt wuchs in Mölln auf und studierte von 1963 bis 1968 Physik an der Universität Hamburg und wurde dort im Jahr 1969 für seine Dissertation „Theorie der Supraleiter zweiter Art im hohen Magnetfeld“, in der er sich mit Flusswirbeln in Typ-II-Supraleitern beschäftigte, bei Ludwig Tewordt promoviert. Nach einem Postdoc-Aufenthalt an der KFA Jülich habilitierte er im Januar 1971 an der Universität Hamburg und folgte nach nur wenigen Monaten im August einem Ruf an die im Aufbau befindliche Fakultät für Physik an der Universität Dortmund.
Dort forschte und er am Lehrstuhl für theoretische Physik I von an elektronischen und Korrelationen in Festkörpern und dabei zunächst über Phänomene der magnetischen Ordnung und Spindynamik später zu stark korrelierten Systemen im Rahmen des spinlosen Falicov-Kimball-Modells.

## Werke (Auszug)
- Dissertation: Theorie der Supraleiter zweiter Art im hohen Magnetfeld, Universität Hamburg, 1969
- Uwe Brandt: Phase separation in the spinless Falicov-Kimball model. In: Journal of low temperature physics. Band 84, Nr. 5-6. Springerlink, September 1991, S. 477–486, doi:10.1007/BF00683528.
- mit A. Giesekus: Hubbard and Anderson models on perovskitelike lattices: Exactly solvable cases. In: Physical review letters. Band 68, 1992, S. 2648–2651, doi:10.1103/PhysRevLett.68.2648.
- mit A. Giesekus: Hubbard model with magnetic field in an infinite number of spatial dimensions. In: Physical review. B, Condensed matter. Band 48, 1993, S. 10311–10319, doi:10.1103/PhysRevB.48.10311.
- mit A. Giesekus: Low-energy states for correlated-electron models in the strong-coupling limit. In: Physical Review B. Band 53, 1995, doi:10.1103/PhysRevB.53.1635.